# Zygmunt Sochan

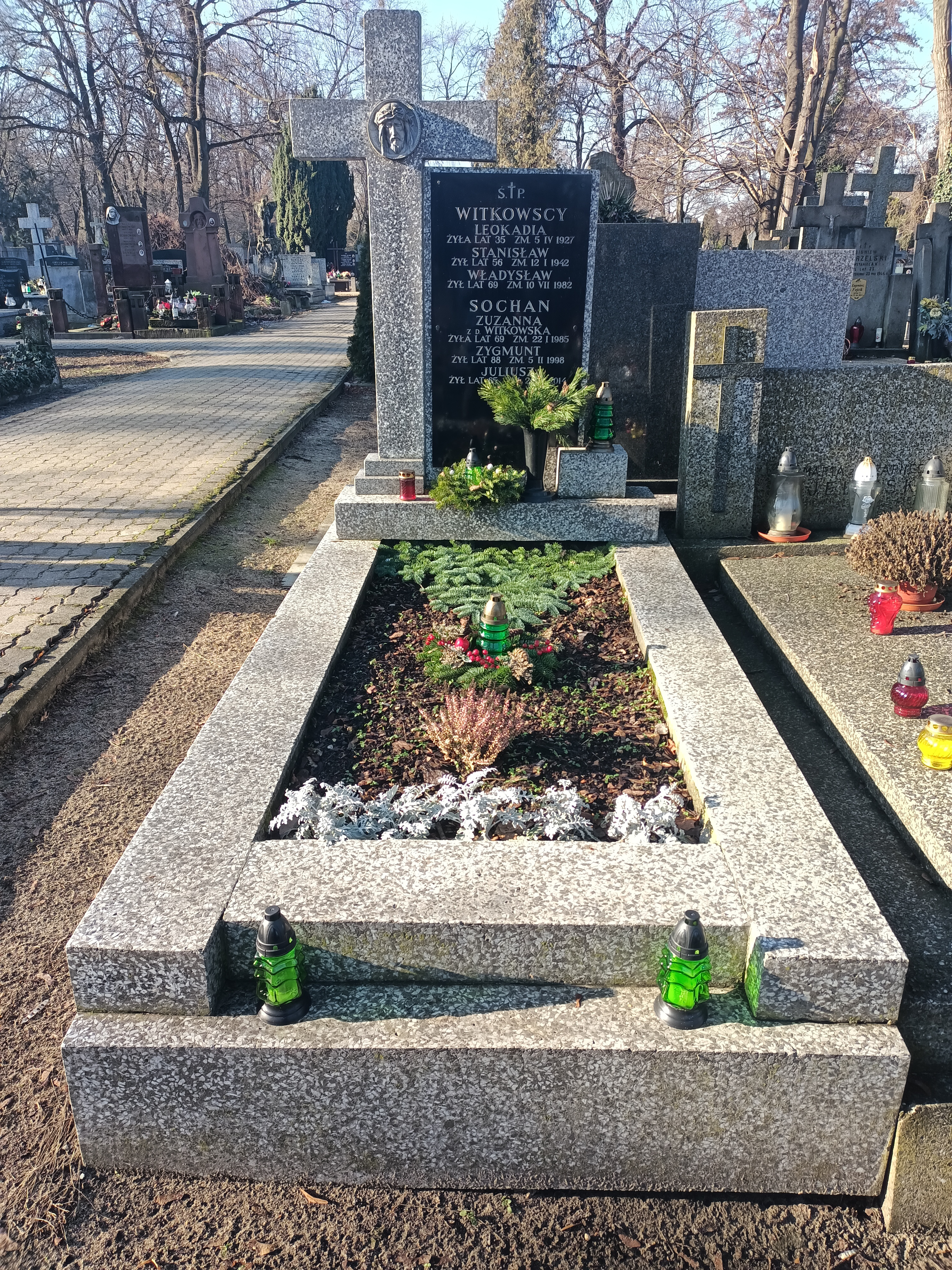
Grób Zygmunta Sochana na Cmentarzu bródnowskim

Zygmunt Sochan (ur. 24 grudnia 1909 w Tomaszowie Lubelskim, zm. 5 lutego 1998 w Warszawie) – polski piłkarz i trener, grający w czasie kariery zawodniczej na pozycji pomocnika.

## Życiorys
W młodości uprawiał lekkoatletykę (biegi) oraz piłkę nożną w swoim rodzinnym mieście. W 1929 trafił do Warszawy, gdzie rozpoczął studia oraz treningi w Warszawiance. Od 1934 grał w pierwszej drużynie stołecznego klubu, a w 1936 został jej kapitanem. Rozegrał w jej barwach prawie 100 ligowych meczów.
W trakcie II wojny światowej walczył w kampanii wrześniowej i działał w konspiracji. Ponadto był więźniem obozu koncentracyjnego Stutthof. Po wojnie był zawodnikiem Syreny Warszawa oraz Orła Warszawa, w którym po zakończeniu kariery piłkarskiej został trenerem.
Dziadek Anety Sochan, byłej koszykarki Polonii Warszawa oraz pradziadek Jeremiego Sochana, zawodnika NBA.